# Area archeologica di Decima

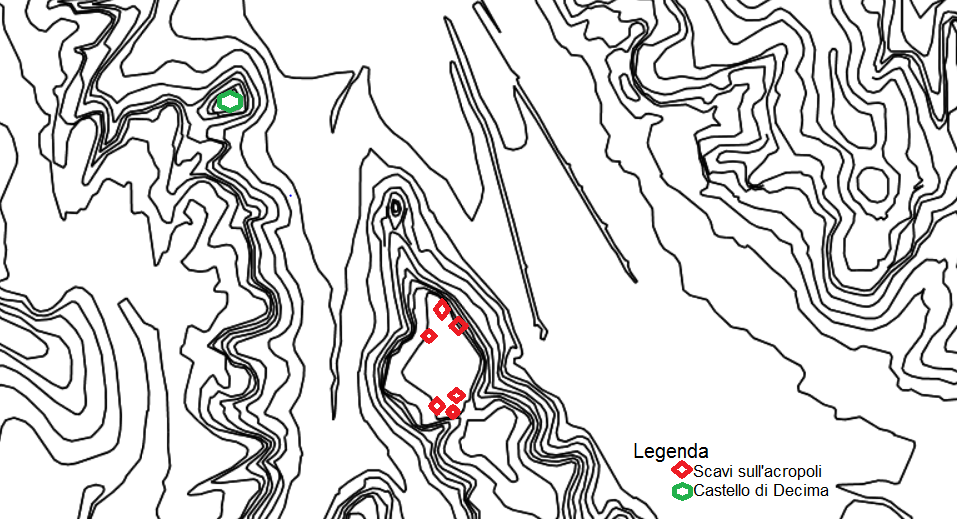
Scavi sull'Acropoli di Decima e Castello di Decima.

L'Area archeologica di Decima comprende un centro abitato e una necropoli nel comune di Roma, nel territorio del Municipio Roma IX, in zona Castel di Decima. Scoperta alla fine degli anni sessanta in occasione dei lavori di adeguamento della via Pontina, è stata scavata sistematicamente tra il 1971 e il 1978.

## Descrizione
Gli scavi hanno scoperto un centro abitato e una necropoli.

### Abitato
L'abitato, individuato già durante i lavori di scavo per la necropoli, è poi stato oggetto di due ulteriori campagne di scavo nel 1975 e nel 1978, si trovava su un modesto rilievo noto come Monte Cicoriaro (prima noto come Monte dell'oro), in posizione dominante rispetto ad una piccola zona pianeggiante posta alle sue pendici, attraversata dal fosso di Malafede, e per questo motivo indicata come l'Acropoli.
Di ridotte dimensioni (circa 11 ha), era difeso da una fortificazione ad aggere, datato all'VIII secolo a.C., e da una cinta muraria, realizzata in opera quadrata di cappellaccio, riferibile al VI secolo a.C. .
Numerosi frammenti di resti in ceramica sono stati dati al VI secolo a.C., come allo stesso periodo sono stati datati i resti di un'abitazione.

### Necropoli
La necropoli, indagata sistematicamente tra il 1971 e il 1975, si trova a poco meno di un chilometro a sud del Castello di Decima. Successivi scavi condotti tra il 1977 e il 1990, fanno presumere una notevole estensione, tanto da ipotizzare che questa arrivi anche al di là della Pontina nei terreni della Tenuta presidenziale di Castelporziano.
Gli scavi hanno portato alla luce tra 300 e 400 sepolcri,, sparsi o accostati a gruppi,  riferibili a un periodo compreso tra l'VIII e il VII secolo a.C., del tipo a fossa scavate nel terreno. Il rito seguito era quello della inumazione; solo in due casi il defunto è stato cremato.
Le tombe appartengono solo ad adulti uomini e donne, facilmente identificaibili per gli aredi funebri presenti; oggetti di uso quotidiano sono generalmente presenti nelle tombe femminili, e le armi (in genere lance, ma anche spade) in quelli maschili. Si trattava comunque di persone di elevato rango sociale.
Di particolare interesse la cosiddetta Tomba col carro 21, che per la ricchezza del corredo funerario (scudi che coprivano il corpo, due spade, piastra pettorale), viene attribuita a un giovane guerriero, ed accostata alle cosiddette tombe principesche dell'Etruria meridionale. Sul corpo dell'uomo era adagiato uno Skyphos d'argento, unico del genere trovato a Decima.
Anche la Tomba 359 ha avuto risalto, come sepoltura di una giovane donna di età compresa tra 18 e 24 anni, morta attorno al 730 a.C. La donna è stata seppellita coperta di gioielli: una collana di pendenti di bronzo a forma di animali e di figure umane, alcuni grandi anelli fissati al vestito con delle fibule di bronzo e d’ambra, ornamenti in argento per i capelli. Sono stati rinvenuti anche un servizio da banchetto con coltelli per il sacrificio, spiedi per la cottura della carne, vasi di bronzo e di ceramica per il vino. Alcuni oggetti sono etruschi, dalla zona di Tarquinia, e i vasi sono di ispirazione greca e orientale ma di origine campana.
Tra i rinvenimenti più notevoli è compresa anche un'olla di impasto rosso, con protomi di grifone applicate sulla spalla: questo vaso da banchetto, rinvenuto in una tomba femminile, era destinato a contenere il vino e nella sua tipologia imita chiaramente dei modelli orientali di bronzo, testimoniando quanto la cultura materiale di questa città fosse in quel periodo evoluta e raffinata.
Il Museo Nazionale Romano conserva, nei depositi delle Terme di Diocleziano, i ricchi corredi funerari provenienti da questa necropoli e da altri siti sulla via Laurentina, risalenti all’VIII e al VII sec. a.C.

## Identificazione
Sulla base dell'epoca cui si fanno riferire i resti dell'abitato, questo nel tempo è stato identificato con le città scomparse di Ficana (oggi identificata con l'area archeologica scoperta nei pressi di Acilia), Tellenae e Politorium.
Da ultimo c'è chi ha identificato l'abitato con la città scomparsa di Solonium, citata da Tito Livio come una dei centri attaccati dagli Anziati durante la Prima guerra latina.